# Silene indica
Silene indica là loài thực vật có hoa thuộc họ Cẩm chướng. Loài này được (Roxb.) Roxb. ex Otth miêu tả khoa học đầu tiên năm 1824.